# Mírgorod (colección de cuentos)
Mírgorod (en ruso: «Миргород») es una colección de cuentos cortos escritos por Nikolái Gógol entre 1832 y 1834. La colección fue publicada por primera vez en 1835, pero fue notablemente revisada y ampliada por Gógol para una edición de 1842 de sus obras completas. El título Mírgorod es el nombre ruso de la ciudad ucraniana de Mýrhorod, y significa «ciudad de la paz» en los dos idiomas. También es el escenario de la última historia de la colección, Por qué discutieron Iván Ivánovich e Iván Nikíforovich. El título refleja la representación de la vida de la Ucrania de provincias de forma similar a la colección anterior de Gógol, Las veladas de Dikanka, y el propio Gógol recalcó el vínculo entre las dos obras añadiéndole a Mírgorod el subtítulo «Continuación de Las veladas de Dikanka».

## Relatos
La colección es un ciclo de cuatro historias, divididas en dos volúmenes;
Primera parte
1. Terratenientes de antaño («Старосветские помещики»)
2. Tarás Bulba («Тарас Бульба»)

Segunda parte
1. El viyi, El viy o Vi («Вий»)
2. Por qué discutieron Iván Ivánovich e Iván Nikíforovich o Por qué se pelearon los dos Ivanes («Повесть о том, как поссорился Иван Иванович с Иваном Никифоровичем»)

## Recepción
Aunque Mírgorod no fue un éxito económico inmediato, para la consternación de Gógol, la crítica inicial fue muy positiva. Aleksandr Pushkin destacó Terratenientes de antaño en particular como un «idilio cómico conmovedor que nos fuerza a reír entre lágrimas de tristeza y ternura». El influyente crítico ruso del siglo XIX Visarión Belinski dedicó grandes elogios a la colección. En el mismo año de su publicación, calificó a Gógol como la nueva punta de lanza de la literatura rusa. León Tolstói leyó Vi en su juventud y lo incluyó entre las obras literarias que le dejaron una «tremenda» impresión. Sin embargo, el novelista del siglo XX Vladímir Nabokov fue mucho más duro, al calificar Mírgorod de «juvenilia del falso humorista Gógol».

## Traducciones al español
- 2004: Víctor Gallego Ballestero (editorial Alba)[9]